# Dymitr Iwanowicz (1552–1553)
Dymitr Iwanowicz (1552–1553) - pierwszy carewicz wszechruski. 
Był pierworodnym synem Iwana Groźnego i Anastazji Romanowny Zacharyny. Po jego urodzeniu jego ojciec zażądał od bojarów uznania go za następcę tronu, lecz ci odmówili.  
Zmarł w pierwszym roku życia wskutek nieszczęśliwego wypadku - utonął w rzece podczas podróży rodziców. Pierwszy rosyjski carewicz został pochowany w soborze św. Michała Archanioła (Archangielskim) razem z dziadkiem Wasylem III. Ukazana na płycie nagrobnej data śmierci różni się o dwa dni w stosunku do tej znanej z latopisów.